# Santamartaquetzal
De santamartaquetzal (Pharomachrus fulgidus) is een vogel uit de familie van de Trogonidae (Trogons). 

## Verspreiding en leefgebied
Deze soort komt voor in noordelijk Venezuela en noordelijk Colombia en telt twee ondersoorten:
- P. f. festatus: noordelijk Colombia.
- P. f. fulgidus: noordelijk Venezuela.

## Status
De grootte van de populatie is niet gekwantificeerd maar de soort wordt omschreven als tamelijk algemeen. Op de Rode lijst van de IUCN heeft deze soort de status niet bedreigd.